# X Pictoris
X Pictoris är en kortperiodisk förmörkelsevariabel av Algol-typ (EA/SD) i stjärnbilden Målaren.
Stjärnan varierar mellan fotografisk magnitud +10,7 och 11,8 med en period av 0,8619043 dygn eller 20,68570 timmar.